# Arcuphantes fujiensis
Arcuphantes fujiensis är en spindelart som beskrevs av Takeo Yaginuma 1972. Arcuphantes fujiensis ingår i släktet Arcuphantes och familjen täckvävarspindlar. Inga underarter finns listade i Catalogue of Life.